# Perissarthron
Perissarthron là một chi bọ cánh cứng trong họ 
Elateridae.
Chi này được miêu tả khoa học năm 1917 bởi Hyslop.

## Các loài
Chi này có các loài:
- Perissarthron trapezium (LeConte, 1866)